# Michail Michajlovič Romanov
Michail Michajlovič Romanov, (in russo Михаил Михайлович?) (Peterhof, 16 ottobre 1861 – Londra, 26 aprile 1929), è stato un figlio del granduca Michail Nikolaevič e primo cugino dell'imperatore Alessandro III di Russia. Intraprese la carriera militare, ma venne esiliato dal suo paese quando, nel 1891, contrasse un matrimonio morganatico con la contessa Sophie von Merenberg, Contessa di Torby. Trascorse il resto della sua vita in Inghilterra e sulla Costa Azzurra, salvandosi così dalla rivoluzione russa. Le sue due figlie si sposarono all'interno dell'aristocrazia inglese.

## Biografia

### Infanzia ed educazione
Il granduca Michail Michajlovič nacque nella reggia di Peterhof, fuori San Pietroburgo, il 16 ottobre 1861, terzo figlio (e secondo maschio) dei sette bambini del granduca Michail Nikolaevič e della granduchessa Olga Feodorovna, nata principessa Cecilia di Baden. Conosciuto con il nomignolo di Miche-Miche, aveva un anno quando, nel 1862, la famiglia si trasferì a Tbilisi, in Georgia, in quanto il padre era stato nominato viceré del Caucaso. Michail trascorse così la sua infanzia e la sua gioventù nel Caucaso, dove la sua famiglia visse per vent'anni.
Ricevette un'educazione spartana che comprendeva il dormire in brandini militari ed il fare bagni freddi; venne inoltre istruito a casa da tutori privati. Il rapporto con i suoi genitori fu problematico: il padre, occupato dagli incarichi militari e governativi, fu per lui una figura distante, mentre la madre era molto severa e non mostrava affetto per i propri figli. Michail era per la madre fonte di delusione: ella infatti lo comparava con il più intelligente fratello maggiore, il granduca Nikolaj Michajlovič; dei sette granduchi Michajloviči, Michail era generalmente considerato il meno dotato ed Olga Feodorovna spesso lo chiamava "stupido".
Durante gli anni trascorsi in Georgia, il Granduca eccelse nelle pratiche equestri ed iniziò la sua carriera militare, servendo nella guerra turco-russa e guadagnando il grado di colonnello. Michail amava la vita da soldato e fece parte del Reggimento Chasseur Egersky delle guardie. Nel 1882, quando egli aveva vent'anni, la sua famiglia ritornò a stabilirsi a San Pietroburgo, dove il padre era stato nominato presidente del Consiglio dei ministri. Michail era frivolo e non particolarmente brillante, ma d'altronde era alto e bello; divenne molto popolare nell'alta società della capitale, trascorrendo la maggior parte del suo tempo partecipando a feste interminabili, ballando e giocando d'azzardo. Lo zar Alessandro III lo definì uno "sciocco".

### Matrimonio

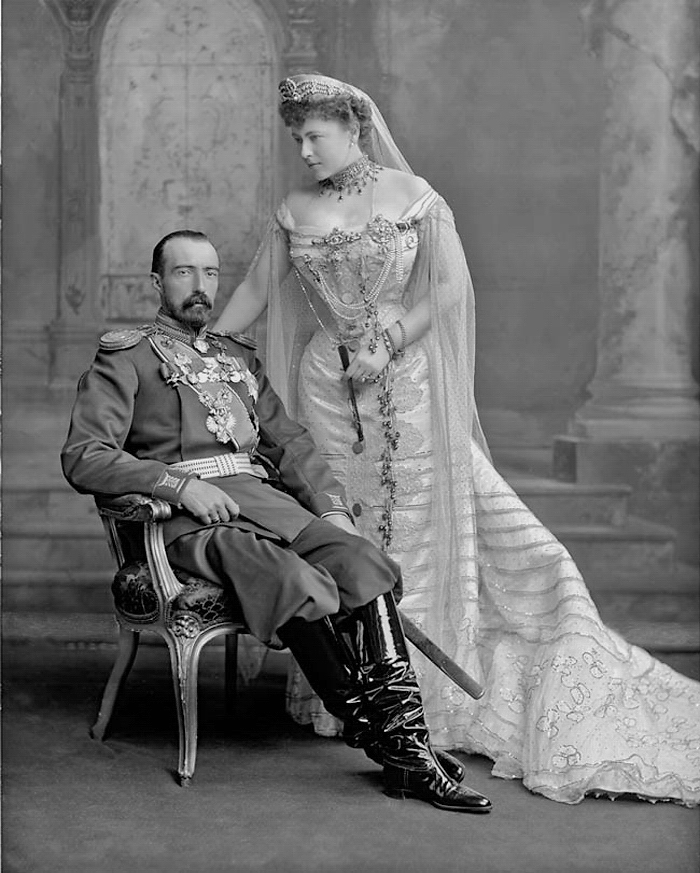
Michail Michajlovič e la moglie Sophie von Merenberg

Michail Michajlovič visse a San Pietroburgo assieme ai genitori nel palazzo Michajlovskij, ma d'altronde intendeva sposarsi presto e, per ospitarvi la sua futura famiglia, cominciò a costruire una grande residenza nella capitale zarista. In cerca di una moglie, nel 1886 fece una dichiarazione, terminata con un insuccesso, alla principessa Mary di Teck ed in seguito si propose alla principessa Irene d'Assia-Darmstadt; nel 1887 chiese la mano alla principessa Luisa, la figlia maggiore del Principe di Galles e venne rifiutato per la terza volta.
Dopo queste esperienze cercò di sposarsi all'interno della nobiltà russa, che causò degli scontri con i suoi genitori; nel 1888 ebbe una liaison con la Principessa Walewskij e successivamente si innamorò della contessa Katya Nikolaevna Ignatieva, figlia del precedente Ministro degli Interni, Nikolaj Pavlovič Ignatiev. Cercò di ottenere il permesso di sposarla e a questo scopo si recò con il padre a parlare con l'imperatore Alessandro III; in ogni caso, sua madre e la zarina Maria Feodorovna fecero il possibile per impedire l'unione con Katya. La granduchessa Olga si oppose veementemente alle nozze: «Mi ha provocato così apertamente», scrisse del figlio, «mi ha mancato di rispetto, affetto e attenzione». Per interrompere la relazione, i suoi genitori decisero di mandare Michail all'estero.
Mentre si trovava a Nizza nel 1891, il granduca Michail incontrò e si innamorò della contessa Sophie von Merenberg, figlia del principe Nicola Guglielmo di Nassau e della sua moglie morganatica Natal'ja Aleksandrovna Puškina. Il nonno materno di Sofia era il famoso poeta Aleksandr Sergeevič Puškin; attraverso di esso, lei aveva quindi degli antenati neri africani (una parte su trentadue), in quanto diretta discendente del protégé di Pietro il Grande, Abram Petrovič Gannibal. Il Granduca incontrò Sofia quando la salvò da un cavallo che la stava investendo; Michail Michajlovič non provò nemmeno a chiedere il necessario permesso allo Zar o ai famigliari per il matrimonio, perché sapeva che non sarebbe stato concesso. Si sposarono quindi a Sanremo il 26 febbraio 1891.
Secondo lo statuto della famiglia imperiale, il matrimonio non solo era morganatico, ma era addirittura illegale; questo causò un grande scandalo alla corte russa, nonostante gli antenati dinastici della sposa. Il granduca Michail venne privato del suo rango militare e della sua posizione di aiutante presso la corte imperiale. Gli venne inoltre proibito di fare ritorno in Russia per tutta la sua vita. Quando la madre venne a sapere del matrimonio morganatico di Michail ebbe un colpo apoplettico e si dovette recare in treno in Crimea per riprendersi, ma qui fu colta da un infarto e ne morì, cosicché tutti incolparono Michail Michajlovič della disgrazia. Essendogli precluso l'accesso alla Russia, egli non poté nemmeno assistere al funerale della granduchessa Olga Feodorovna.

### Esilio

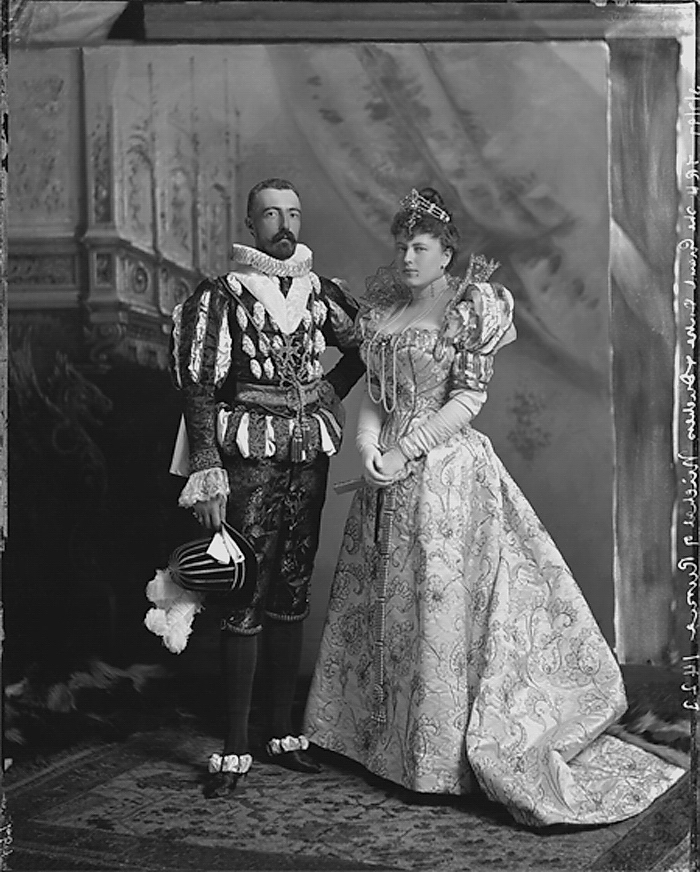
Michail Michajlovič e Sofia di Torby nel 1897

A causa del suo matrimonio, il granduca Michail Michajlovič Romanov dovette trascorrere il resto della sua vita in esilio in Inghilterra, Francia e Germania. Sua moglie ottenne il titolo di Contessa di Torby dal cugino Adolfo, granduca di Lussemburgo. La coppia inizialmente visse a Wiesbaden, nella regione di Nassau, dove la famiglia di Sofia un tempo regnava; qui nacquero due dei loro tre figli. Nel 1899 si stabilirono a Cannes, dove possedevano una villa chiamata Kazbek, dal nome di un monte georgiano. Vivevano confortevolmente: avevano infatti al loro servizio cinque lacchè, un maggiordomo, un valletto, una cameriera per signora, una governante, una nurse e sei cuochi; Michail poteva permettersi questo stile di vita in quanto possedeva una fabbrica vicino a Tbilisi che imbottigliava acqua minerale.
Nel 1900 il granduca Michail iniziò a prendere in affitto Keele Hall, una casa grandiosa nello Staffordshire, a poche miglia di distanza da Newcastle-under-Lyme; durante i dieci anni in cui visse qui egli entrò a far parte della vita sociale della campagna inglese. Michail Michajlovič fu molto contento quando il consiglio comunale di Newcastle-under-Lyme gli conferì la distinzione di Lord High Steward del circondario. Egli era inoltre un frequente visitatore di North Berwick, una località di villeggiatura di mare in Scozia.
Parte dell'anno la trascorreva nella sua villa nel Sud della Francia; il Granduca era il fondatore e presidente del Cannes Golf Club, dove giocava spesso durante la stagione invernale. Sulla Riviera incontrava solitamente i suoi parenti, in particolare sua sorella Anastasija, che aveva una casa nelle vicinanze. Nel 1903 il padre di Michail ebbe un colpo apoplettico e si trasferì a Cannes per riprendersi: il vecchio Granduca rimase affascinato dalla nuora e dai nipoti Torby. La presenza del granduca Michail Nikolaevič a Cannes portò Aleksandr, fratello di Michail Michajlovič, con la sua famiglia a stabilirsi vicino a loro, seguito poi da altri granduchi. Michail Michajlovič frequentava inoltre molti reali europei che soggiornavano sulla Costa Azzurra. All'epoca in cui si combatteva la guerra russo-giapponese, Michail si rasò la barba e smise di tingersi i capelli. Venne descritto come un autocrate nato, ottuso e pedante nell'osservanza del protocollo.
Nel 1908 pubblicò un romanzo, Never Say Die (Non Dire Mai Morire), a proposito di un matrimonio morganatico, scritto con risentimento per non poter far ritorno nella patria natia. Nella prefazione del testo scrisse: «Appartenendo, come io appartengo, al Sangue Imperiale, ed essendo membro di una casa regnante, dovrei avere il piacere di provare al mondo quanto si sbagli nel pensare – come la maggior parte dell'umanità è propensa a fare – che noi siamo le creature più felici su questa terra. Non c'è dubbio che noi viviamo bene, ma è la ricchezza l'unica fonte di felicità al mondo?» Pur rimanendo sempre devoto alla moglie Sofia, ciò nonostante Michail spessò si innamorò di giovani e belle ragazze.

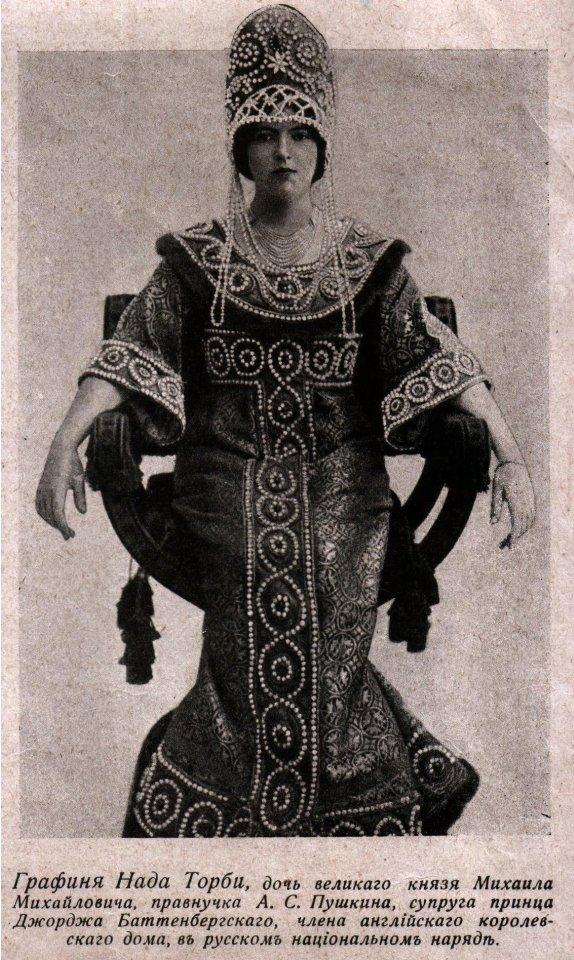
La figlia Nada nel 1916-1917

In occasione della morte del padre, avvenuta a Cannes il 18 dicembre 1909, Michail venne autorizzato a ritornare in Russia per il funerale; in ogni caso sua moglie rifiutò di accompagnarlo, ancora offesa per gli insulti che avevano funestato il loro matrimonio molti anni prima. Dopo aver lasciato Keele Hall, nel 1909 traslocò a Hampstead, stipulando un lungo contratto d'affitto per Kenwood House, una magione di proprietà del Conte di Mansfield, che dava su Hampstead Heath a Londra. Michail Michajlovič divenne presidente dell'Ospedale generale di Hampstead, al quale donò un'ambulanza, e presidente della Società Artistica di Hampstead. Michail e la sua famiglia vissero nello splendore, godendo di un posto privilegiato nell'alta società inglese; ogni anno il Granduca e la moglie facevano visita al re Edoardo VII al castello di Windsor o a Sandringham House e inoltre pranzavano a Buckingham Palace.
Dopo la morte di Edoardo VII, il granduca Michail, spinto dalla moglie, cercò invano di ottenere per lei un titolo nobiliare inglese. Nel 1912, re Giorgio V scrisse a Nicola II di Russia a proposito di «quel buon sciocco Michael, che io sono sicuro annoia te con così tante lagnanze quanto fa con me». Lo Zar rispose a Giorgio V che Michail Michajlovič gli aveva chiesto il permesso per sua moglie di accettare un titolo britannico e che egli aveva dato la sua autorizzazione, subordinata naturalmente al consenso del monarca inglese. Quest'ultimo, nella sua replica, puntualizzò: «Io non ho il potere di conferire un titolo in Inghilterra ad un cittadino straniero e mi è ancora più impossibile nel caso di un granduca russo»; riconoscendo tristemente che il Granduca si sarebbe fatto avanti con una richiesta formale per la moglie, Giorgio aggiunse che: «Io di certo non guardo al nostro colloquio con piacere, perché temo che io non abbia altre alternative se non rifiutare la sua richiesta».
Non solo Michail non fu in grado di ottenere un titolo per Sofia, ma la posizione sociale della coppia venne minacciata quando, lo stesso anno, il granduca Michail Aleksandrovič di Russia, il fratello minore di Nicola II, scelse l'Inghilterra per il proprio esilio, anche questo dettato dalla contrazione di un matrimonio morganatico. L'arrivo in Gran Bretagna di un altro e più vecchio granduca Michail ricordò agli inglesi lo scandalo che a suo tempo aveva attaccato Michail Michajlovič e la moglie. Di conseguenza i due non ricevettero mai a Kenwood House il nuovo arrivato: il loro rifiuto di aprire le porte alla coppia neo-esiliata suscitò l'imitazione della società inglese, con il risultato che, effettivamente, il granduca Michail Aleksandrovič e sua moglie Natal'ja Sergeevna Šeremetevskaja vennero emarginati.
Nel settembre 1912 il granduca Michail Michajlovič fu autorizzato a visitare la Russia per il centesimo anniversario della battaglia di Borodino, e venne restaurato nel rango onorario di colonnello del 49º Reggimento Brest.

### Ultimi anni e morte
Durante la prima guerra mondiale, Michail venne nominato presidente della commissione per razionalizzare gli ordini russi per l'estero, ma gli venne comunque negato il permesso di rientrare in Russia e servire nell'esercito. Il 31 ottobre 1916 il Granduca scrisse allo zar Nicola II avvisandolo che i servizi segreti britannici in Russia si aspettavano lo scoppio di una rivoluzione, e che egli avrebbe dovuto soddisfare le richieste del popolo prima che fosse troppo tardi. Alcuni stralci della corrispondenza in lingua francese tra Michail e l'Imperatore, solitamente per richiedere soldi, sono state in seguito pubblicate.
Con la guerra e la successiva rivoluzione russa, la situazione finanziaria di Michail Michajlovič peggiorò; perse buona parte dei suoi soldi, che erano vincolati alle fortune dei Romanov. Dovette quindi trasferirsi in un'abitazione più modesta al numero 3 di Cambridge Gate, a Regent's Park; in ogni caso, re Giorgio V e la regina Mary aiutarono lui e sua moglie con un dono di 10 000 sterline.

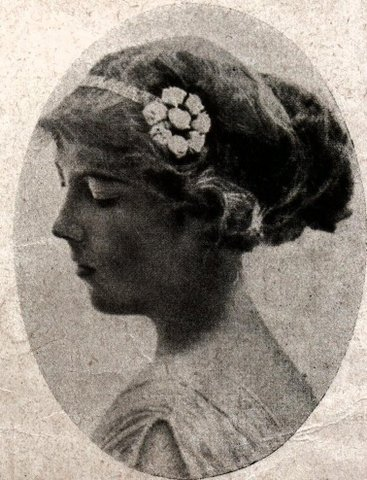
La figlia Zia nel 1913-1917

Nel 1916 la sua figlia minore, Nadejda Michajlovna (Nada) sposò il principe Giorgio di Battenberg, figlio maggiore del principe Luigi e di sua moglie, nata principessa Vittoria d'Assia-Darmstadt. La famiglia Battenberg stessa era il frutto di un matrimonio morganatico, ma i cui membri erano stati autorizzati ad utilizzare il trattamento di Altezza Serenissima (tanto da continuare ad avere matrimoni con famiglie reali e ad avere addirittura l'allora regina di Spagna tra i membri, Vittoria Eugenia di Battenberg). Un anno dopo il matrimonio, il ramo inglese della famiglia Battenberg abbandonò il proprio titolo principesco e Giorgio, che in seguito divenne il 2º Marchese di Milford Haven, prese il cognome di Mountbatten utilizzando il titolo di cortesia di conte, cosicché sua moglie venne conosciuta come la Contessa di Medina. Anastasia Michajlovna (Zia), la figlia maggiore, nel 1917 sposò il ricchissimo baronetto Sir Harold Wernher; questo matrimonio aiutò Michail ad alleviare la perdita delle entrate derivanti dalle tenute imperiali, infatti il genero Sir Harold Wernher gli fornì ampio sostegno finanziario.
Loro figlio, conte Michail de Torby (Boy), perse il lavoro e tornò a vivere con i genitori, ma la relazione si dimostrò difficile. Una volta finita la guerra, il granduca Michail e sua moglie ritornarono a Cannes dopo un'assenza di sei anni. Dopo le notizie degli assassini di molti parenti Romanov, molti conoscenti pensarono che Michail fosse diventato uno squilibrato: divenne irascibile e rude con la servitù ed un gran cruccio per sua moglie.
Nel 1925 la situazione del Granduca era divenuta così problematica che il genero, Sir Harold Wernher, lo definì «completamente pazzo». Il 4 settembre 1927 Sofia morì, all'età di cinquantanove anni; re Giorgio V scrisse una gentile lettera di condoglianze e Edoardo, principe di Galles partecipò ai funerali. Entro novembre, secondo Sir Wernher, Michail Michajlovič ritornò in sé, visto che ormai non aveva più una moglie con cui discutere. Il granduca Michail sopravvisse a Sofia per meno di due anni; contrasse infatti un'influenza e morì a Londra il 26 aprile 1929, all'età di sessantasette anni, e venne sepolto assieme alla moglie al cimitero di Hampstead.

## Discendenza

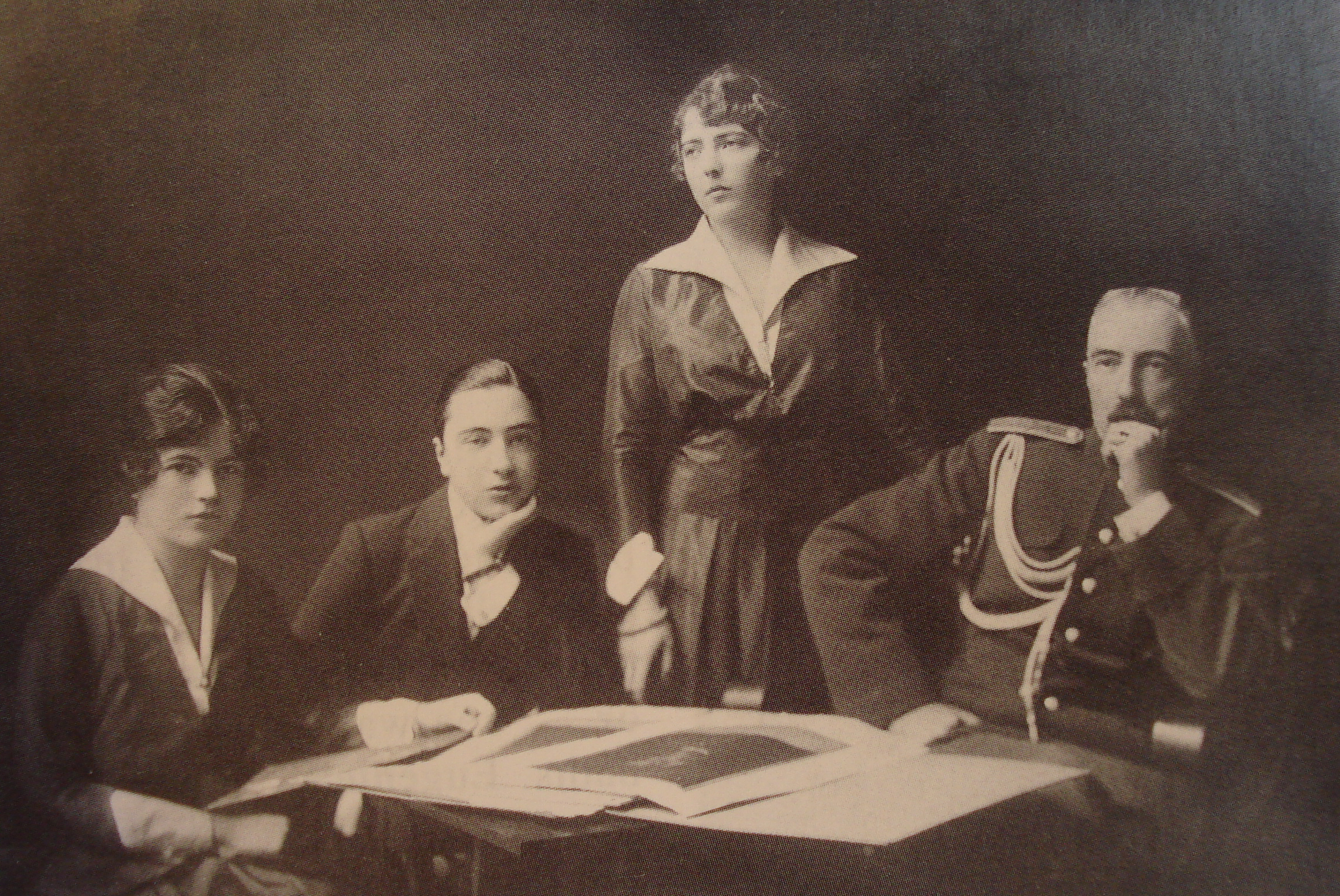
Il granduca Michail con i suoi figli: da sinistra Nadejda, Michail e Anastasija

Il granduca Michail Michajlovič Romanov e la contessa Sophie von Merenberg ebbero due figlie ed un figlio:
- Anastasija Michajlovna (Zia) (9 settembre 1892 – 7 dicembre 1977); sposò a Londra il 20 luglio 1917 Sir Harold Wernher (1893-1973). Ebbero un figlio e due figlie; attualmente i nipoti di Zia comprendono le Duchesse di Abercorn e Westminster, la Contessa di Dalhousie e Rohays, principessa Aleksandr Galitzine;
- Nadejda Michajlovna (Nada) (28 marzo 1896 – 22 gennaio 1963); sposò a Londra il 15 novembre 1916 Giorgio Mountbatten, 2º marchese di Milford Haven, nato Principe di Battenberg (1892-1938). Ebbero una figlia, Lady Tatiana Elizabeth Mountbatten, ed un figlio, David Mountbatten, 3º marchese di Milford Haven;
- Michail Michajlovič, conte de Torby (Boy) (8 ottobre 1898 – 8 maggio 1959), divenne cittadino britannico nel novembre 1938.[11]

## Ascendenza
|                                     |                         |                                                          | Genitori                                   |  |  | Nonni |  |  | Bisnonni          |  |  | Trisnonni            |  |
|                                     |                         |                                                          |                                            |  |  |       |  |  | Paolo I di Russia |  |  | Pietro III di Russia |  |
|                                     |                         |                                                          |                                            |  |  |       |  |  | Paolo I di Russia |  |  | Pietro III di Russia |  |
|                                     |                         | Principessa Sofia di Anhalt-Zerbst Caterina II di Russia |                                            |  |  |       |  |  | Paolo I di Russia |  |  |                      |  |
| Nicola I di Russia                  |                         |                                                          |                                            |  |  |       |  |  | Paolo I di Russia |  |  |                      |  |
|                                     |                         | Sofia Dorotea di Württemberg                             | Federico II Eugenio, Duca di Württemberg   |  |  |       |  |  |                   |  |  |                      |  |
|                                     |                         | Sofia Dorotea di Württemberg                             | Federico II Eugenio, Duca di Württemberg   |  |  |       |  |  |                   |  |  |                      |  |
|                                     |                         | Sofia Dorotea di Württemberg                             | Federica Dorotea di Brandeburgo-Schwedt    |  |  |       |  |  |                   |  |  |                      |  |
| Granduca Michail Nikolaevič Romanov |                         | Sofia Dorotea di Württemberg                             |                                            |  |  |       |  |  |                   |  |  |                      |  |
|                                     |                         | Federico Guglielmo III di Prussia                        | Federico Guglielmo II di Prussia           |  |  |       |  |  |                   |  |  |                      |  |
|                                     |                         | Federico Guglielmo III di Prussia                        | Federico Guglielmo II di Prussia           |  |  |       |  |  |                   |  |  |                      |  |
|                                     |                         | Federico Guglielmo III di Prussia                        | Federica Luisa d'Assia-Darmstadt           |  |  |       |  |  |                   |  |  |                      |  |
| Carlotta di Prussia                 |                         | Federico Guglielmo III di Prussia                        |                                            |  |  |       |  |  |                   |  |  |                      |  |
|                                     |                         | Duchessa Luisa di Meclemburgo-Strelitz                   | Carlo II, Granduca di Meclemburgo-Strelitz |  |  |       |  |  |                   |  |  |                      |  |
|                                     |                         | Duchessa Luisa di Meclemburgo-Strelitz                   | Carlo II, Granduca di Meclemburgo-Strelitz |  |  |       |  |  |                   |  |  |                      |  |
|                                     |                         | Duchessa Luisa di Meclemburgo-Strelitz                   | Principessa Federica d'Assia-Darmstadt     |  |  |       |  |  |                   |  |  |                      |  |
| Michail Michajlovič Romanov         |                         | Duchessa Luisa di Meclemburgo-Strelitz                   |                                            |  |  |       |  |  |                   |  |  |                      |  |
|                                     | Carlo Federico di Baden | Federico di Baden-Durlach                                |                                            |  |  |       |  |  |                   |  |  |                      |  |
|                                     | Carlo Federico di Baden | Federico di Baden-Durlach                                |                                            |  |  |       |  |  |                   |  |  |                      |  |
|                                     | Carlo Federico di Baden | Amalia di Nassau-Dietz                                   |                                            |  |  |       |  |  |                   |  |  |                      |  |
| Leopoldo di Baden                   | Carlo Federico di Baden |                                                          |                                            |  |  |       |  |  |                   |  |  |                      |  |
|                                     |                         | Luisa Carolina Geyer di Geyersberg                       | Luigi Enrico Filippo Geyer di Geyersberg   |  |  |       |  |  |                   |  |  |                      |  |
|                                     |                         | Luisa Carolina Geyer di Geyersberg                       | Luigi Enrico Filippo Geyer di Geyersberg   |  |  |       |  |  |                   |  |  |                      |  |
|                                     |                         | Luisa Carolina Geyer di Geyersberg                       | Massimiliana Cristiana di Sponeck          |  |  |       |  |  |                   |  |  |                      |  |
| Cecilia di Baden                    |                         | Luisa Carolina Geyer di Geyersberg                       |                                            |  |  |       |  |  |                   |  |  |                      |  |
|                                     |                         | Gustavo IV Adolfo di Svezia                              | Gustavo III di Svezia                      |  |  |       |  |  |                   |  |  |                      |  |
|                                     |                         | Gustavo IV Adolfo di Svezia                              | Gustavo III di Svezia                      |  |  |       |  |  |                   |  |  |                      |  |
|                                     |                         | Gustavo IV Adolfo di Svezia                              | Sofia Maddalena di Danimarca               |  |  |       |  |  |                   |  |  |                      |  |
| Sofia Guglielmina di Svezia         |                         | Gustavo IV Adolfo di Svezia                              |                                            |  |  |       |  |  |                   |  |  |                      |  |
|                                     |                         | Federica di Baden                                        | Carlo Luigi di Baden                       |  |  |       |  |  |                   |  |  |                      |  |
|                                     |                         | Federica di Baden                                        | Carlo Luigi di Baden                       |  |  |       |  |  |                   |  |  |                      |  |
|                                     |                         | Federica di Baden                                        | Amalia d'Assia-Darmstadt                   |  |  |       |  |  |                   |  |  |                      |  |
|                                     |                         | Federica di Baden                                        |                                            |  |  |       |  |  |                   |  |  |                      |  |